# Primal Scream (album)
 (janvier 2024).
Si vous disposez d'ouvrages ou d'articles de référence ou si vous connaissez des sites web de qualité traitant du thème abordé ici, merci de compléter l'article en donnant les références utiles à sa vérifiabilité et en les liant à la section « Notes et références ».
Albums de Primal Scream
Sonic Flower Groove
(1987) Screamadelica
(1991)
Primal Scream est le deuxième album studio du groupe écossais de rock indépendant Primal Scream, sorti le 4 septembre 1989 sur le label Creation Records.

## Liste des chansons
Toute la musique est composée par Bobby Gillespie, Andrew Innes et Robert Young.
| No  | Titre                               | Durée |
| --- | ----------------------------------- | ----- |
| 1.  | Ivy Ivy Ivy                         | 3:07  |
| 2.  | You're Just Dead Skin to Me         | 4:42  |
| 3.  | She Power                           | 3:10  |
| 4.  | You're Just Too Dark to Care        | 3:09  |
| 5.  | I'm Losing More Than I'll Ever Have | 5:11  |
| 6.  | Gimme Gimme Teenage Head            | 2:30  |
| 7.  | Lone Star Girl                      | 3:14  |
| 8.  | Kill the King                       | 3:30  |
| 9.  | Sweet Pretty Thing                  | 2:20  |
| 10. | Jesus Can't Save Me                 | 1:45  |